# Резолюция 36 на Съвета за сигурност на ООН
Резолюция 36 на Съвета за сигурност на ООН е приета с мнозинство на 1 ноември 1947 г. по повод Индонезийската национална революция. Въз основа на доклада, представен от консулска комисия, Съветът за сигурност прави заключението, че нито една от страните в конфликта не е предприела мерки за изпълнение на Резолюция 27, призоваваща за прекратяване на огъня. Резолюция 36 приканва участниците в конфликта да започнат незабавно консултации помежду си, непосредствено или чрез посредничеството на Помирителния комитет, за мерките, които трябва да се предприемат, за да се изпълнят постановленията на Реозолюция 27, а до постигането на необходимото споразумение да прекратят всякакви действия или подстрекателства, които противоречат на Резолюция 27, и да предприемат съответните мерки за охрана на имуществото и живота в конфликтните райони. Резолюцията предлага още Помирителният комитет да съдейства на страните да достигнат до общо споразумение за мероприятията, които биха обезпечили постановленията на Резолюция 27, а консулската комисия и военните помощници да предложат услугите си на Помирителния комитет. Резолюция 36 пояснява на участниците в конфликта както и на споменатите Помирителен комитет и консулска комисия, че Резолюция 27 трябва да се тълкува в смисъл, че използването на въоръжени сили от която и да е страна в конфликта във военни действия, имащи за цел да разширят контрола на тази страна над територии, които не са били окупирани от нея преди 4 август 1947 г., противоречи на постановленията на споменатата резолюция.
Резолюция 36 е приета с мнозинство от 7 гласа „за“ срещу 1 глас „против“ от страна на Полша, като трима от членовете на Съвета за сигурност - Колумбия, Сирия и СССР – гласуват въздържали се.